# Tricyclea ochracea
Tricyclea ochracea är en tvåvingeart som beskrevs av Seguy 1933. Tricyclea ochracea ingår i släktet Tricyclea och familjen spyflugor. Inga underarter finns listade i Catalogue of Life.